# Veli Saarinen
Veli Selim Saarinen (* 16. September 1902 in Martinsaari, Virolahti; † 12. Oktober 1969 in Helsinki) war ein finnischer Skilangläufer.

## Werdegang
Saarinen, der für den Kouvolan Hiihtoseura und den Virolahden Sampo startete, trat international erstmals bei den Nordischen Skiweltmeisterschaften 1926 in Lahti in Erscheinung. Dort gewann er die Bronzemedaille über 50 km und errang zudem den neunten Platz über 50 km. Im folgenden Jahr siegte er bei den Lahti Ski Games über 30 km und belegte über 50 km den dritten Platz. Bei den Olympischen Winterspielen 1928 in St. Moritz lief er auf den vierten Platz über 18 km. Im folgenden Jahr holte er bei den Nordischen Skiweltmeisterschaften in Zakopane die Silbermedaille über 50 km und die Goldmedaille über 17 km. Bei den Nordischen Skiweltmeisterschaften 1930 in Oslo lief er auf den sechsten Platz über 50 km und auf den fünften Rang über 17 km. Im März 1931 und im März 1933 triumphierte er beim 50-km-Lauf bei den Lahti Ski Games. In den Jahren 1930, 1931 und 1934 wurde er finnischer Meister über 50 km. Bei den Olympischen Winterspielen 1932 in Lake Placid wurde er Olympiasieger über 50 km und gewann über 18 km die Bronzemedaille. Im folgenden Jahr holte er bei den Nordischen Skiweltmeisterschaften in Innsbruck die Goldmedaille über 50 km. Zudem errang er dort den vierten Platz über 18 km. Seine letzten internationalen Rennen absolvierte er bei den Nordischen Skiweltmeisterschaften 1934 in Sollefteå. Dort gewann er die Silbermedaille über 18 km und die Goldmedaille mit der Staffel. Nach seiner Karriere trainierte er die deutsche Skilanglaufmannschaft für die Olympischen Winterspiele 1936. Von 1937 bis 1968 war er Nationaltrainer der finnischen Skilangläufer.

## Erfolge

### Olympische Spiele
- 1928 in St. Moritz: 4. Platz über 18 km
- 1932 in Lake Placid: Gold über 50 km, Bronze über 18 km

### Weltmeisterschaften
- 1926 in Lahti: Bronze über 50 km
- 1929 in Zakopane: Gold über 18 km, Silber über 50 km
- 1930 in Oslo: 5. Platz über 18 km, 6. Platz über 50 km
- 1933 in Innsbruck: Gold über 50 km, 4. Platz über 18 km
- 1934 in Sollefteå: Gold mit der Staffel, Silber über 18 km